# 司法抑制
司法抑制（）とは、裁判官に対し、自らの権力の行使を抑制することを奨励する法解釈の理論である。
司法抑制では、裁判官は、明らかに憲法違反でない限り、法律を無効にすることを躊躇すべきだと主張するが、何が明らかに憲法違反かということ自体にも議論の余地がある。

司法抑制は、司法積極主義の反対と見なされることがある。
司法抑制する法律家は、憲法問題を判断する際に、できるだけ議会に従おうとする。
司法抑制する裁判官は、過去の裁判官によって下され確立された判例を支持するという、先例拘束力の原則を尊重する。

## 司法抑制の主唱者
元連邦最高裁判事オリバー・ウェンデル・ホームズ・ジュニアは、著書の中で司法抑制の重要性を度々記しており、この哲学の最初の主な提唱者の一人と考えられている。

フランクリン・ルーズベルトによって指名された民主党員の元連邦最高裁判事フェリックス・フランクファーターは、一般に「司法抑制の模範」と見なされている。

最高裁判所長官ウィリアム・レンキストが、「ウォーレン・コート」（アール・ウォーレンが長官を務めた時期の最高裁判所のこと）の判例の一部をひっくり返したとき、「タイム」誌はレンキストが司法抑制の理論に従っていないと書いた。

しかし、レンキストもまた、司法抑制の哲学のより保守的な提唱者として認知されていた。

## ミニマリズムの学説
司法ミニマリストは、裁判官は先例拘束力の原則や判例の遵守を最重要視すべきであると主張している。
裁判官は、憲法の安定性を維持するため、漸進的な小さな変更だけを行うべきである、とミニマリストは主張する。
そのためミニマリストは、裁判官に対し、影響範囲の大きい決定的な判決ではなく、特定の事例に限定された影響範囲の小さな判決を行うことを求めている。

## 統治行為論の学説
統治行為論の学説では、裁判所に対し、政治的な議論の的になるような特定の分類に属する事件の裁決を拒否することを奨励している。
この理論の下では、裁判所は、憲法違反の可能性を認識しつつも、裁決を拒む。
統治行為論はしばしば、司法抑制の一種として説明されるが、権利を侵害され提訴を棄却された原告にとっては、司法積極主義の一形態であるとも考えられる。